# Argiope aurantia
Argiope aurantia es una especie de araña araneomorfa perteneciente a la familia de los araneidos.
Comúnmente conocida como araña negra y amarilla del jardín o araña escritora (porque su estabilimento es parecido a la escritura), aparece con frecuencia en 48 estados de Estados Unidos, Hawái, el sur de Canadá, México, y América Central. Tienen marcas distintivas de color amarillo y negro en el abdomen y el cefalotórax en su mayoría blanco. Los machos miden de 5 a 9 mm y las hembras de 19 a 28 mm. Al igual que otros miembros de Argiope se considera inocuos para los seres humanos.

## Hábitat
Las arañas de jardín suelen construir redes en las zonas adyacentes a campos abiertos y soleados donde permanecen ocultas y protegidas del viento. También se pueden encontrar a lo largo de los aleros de las casas o en cualquier vegetación alta, donde con seguridad se puede tejer una red. La parte circular de la telaraña de la hembra puede alcanzar los 60 cm de diámetro. Las telarañas están construidas en elevaciones desde 60 cm hasta dos metros y medio sobre la tierra.
Las hembras de Argiope aurantia tienden a ser sedentarias, a menudo permanecen en un mismo lugar a lo largo de gran parte de su vida.
La tela de Argiope aurantia es distintivo: un círculo de hasta 60 cm de diámetro, con un zigzag de seda densa, conocida como estabilimento, en el centro. La función de la stabilimentum es discutida. Es posible que actúe como camuflaje de la araña que acecha en el centro de la tela, pero también puede atraer a sus presas (insectos) e incluso advertir de la presencia de la telaraña a las aves, ya que de otra manera sería difícil de ver. Sólo las arañas que son activas durante el día construyen stabilimenta en sus telas.

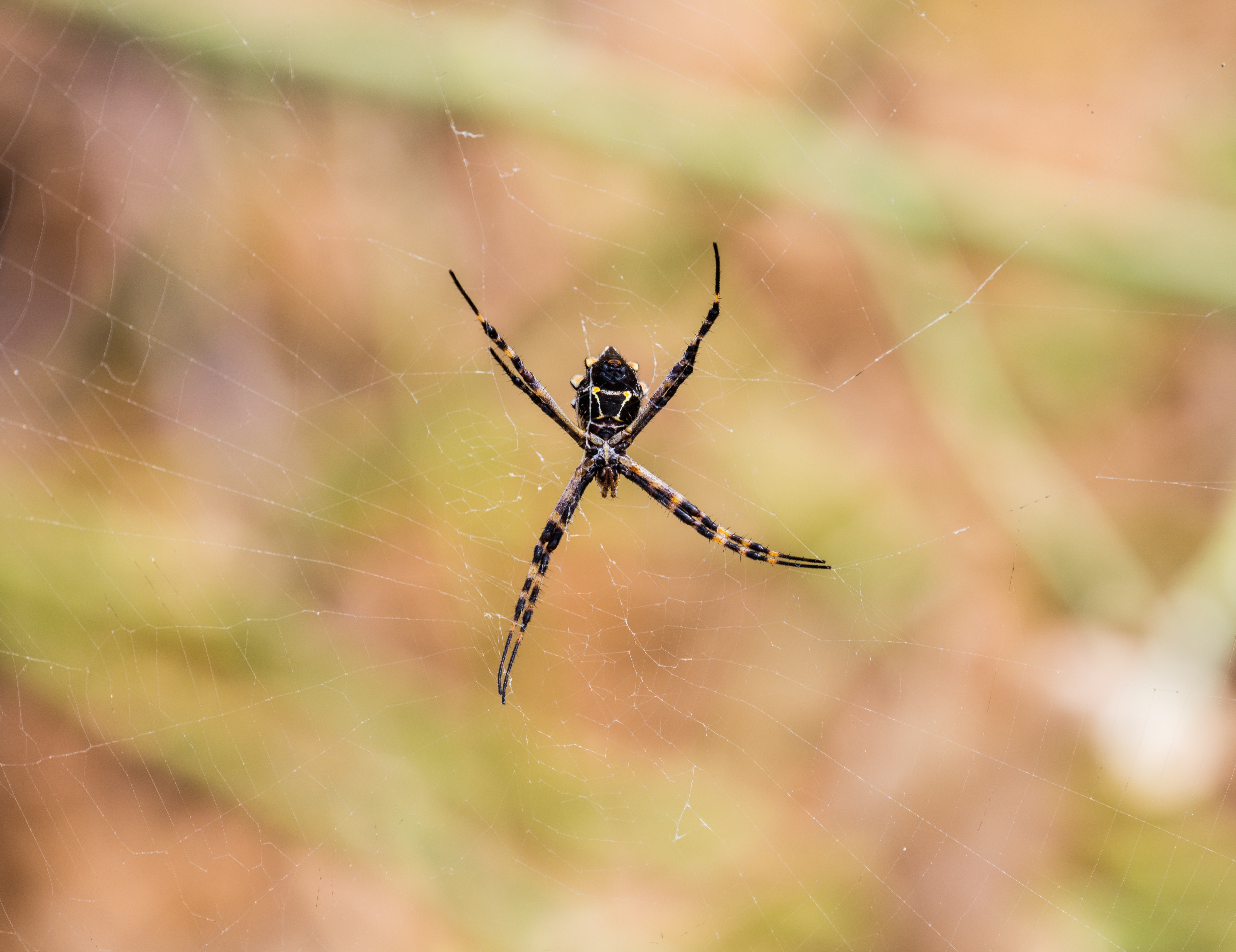
Vista inferior de una hembra en su telaraña.

Para construir la telaraña, se usan varias líneas radiales que se extienden entre cuatro o cinco puntos de anclaje que pueden estar a más de 90 cm de distancia. Las líneas radiales se encuentran en un punto central. La araña hace un marco con varias líneas radiales y a continuación llena el centro con una espiral de seda, dejando una brecha de 8 a 9.5 mm entre los anillos de la espiral, empezando por el anillo más interno y moviéndose hacia afuera en el sentido de las agujas del reloj. Para asegurarse de que la tela está tensa, la araña va doblando ligeramente las líneas radiales mientras aplica la espiral de seda. La telaraña de la hembra es mucho más grande que la del macho, que construye su telaraña en zig-zag cerca de la de la hembra. La araña ocupa el centro de la telaraña, por lo general colgando cabeza abajo, esperando a que su presa sea atrapada por la red. Si se viera afectada por un posible depredador, puede bajar de la telaraña y esconderse en el suelo. La telaraña normalmente permanece en un solo lugar durante el verano, pero las arañas pueden cambiar de ubicación, por lo general a principios de la temporada, tal vez para encontrar una mejor protección o una mejor caza.

La araña de jardín puede hacer oscilar su telaraña con fuerza, mientras ella permanece firmemente sujeta en el centro. Esta acción puede evitar que los depredadores, como las avispas y las aves, obtengan un buen ángulo de ataque o también para enredar a un insecto antes de que se suelte.
En su rutina diaria, la araña se come la parte circular interior de la telaraña y luego la vuelve a generar cada mañana con seda nueva y fresca. El patrón radial y los hilos de anclaje no suelen ser reemplazados cuando la araña vuelve a generar la tela. Puede que la araña recicle los productos químicos utilizados en la construcción de tela. Además, los finos hilos que consume parecen tener partículas minúsculas de lo que pueden ser minúsculos insectos y materia orgánica que puede contener nutrientes. La araña de jardín no suele vivir en lugares densamente poblados por otras arañas.

## Reproducción

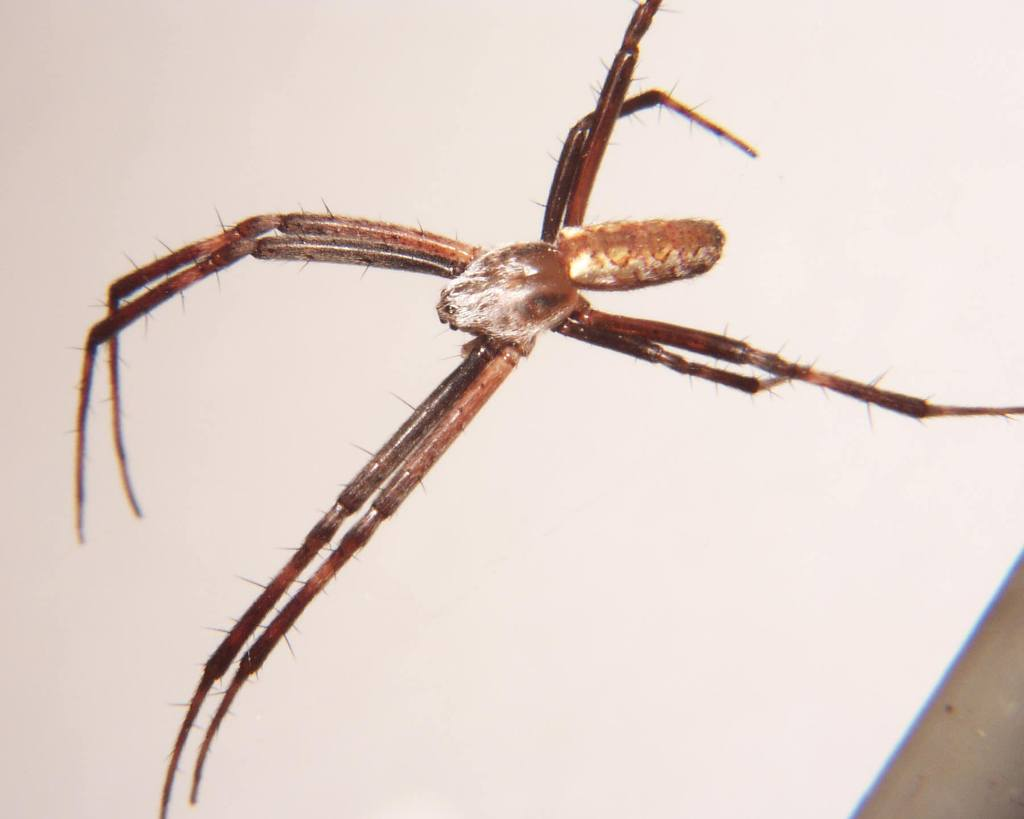
Macho

Las arañas de jardín se reproducen una vez al año. Los machos vagan en busca de una hembra, y cuando la encuentran crean una red pequeña cerca o en la propia telaraña de la hembra y a continuación cortejan a las hembras punteando las hebras de su tela. A menudo, cuando el macho se acerca a la hembra, prepara un hilo de seguridad dispuesto por si la hembra le atacase. Tras el apareamiento el macho muere y ,a veces, sirve de alimento para la hembra.
La hembra pone sus huevos por la noche sobre una superficie de seda, y luego los cubre con otra capa de seda, a continuación, una seda marrón de protección. Los sacos de huevos miden desde 1.5 a 2.5 cm de diámetro. A menudo coloca el saco de huevos directamente en su telaraña, cerca del centro donde pasa la mayor parte de su tiempo. Cada araña produce de uno a cuatro sacos con quizás más de un millar de huevos dentro de cada uno. La hembra protege los huevos de los depredadores, siempre y cuando sea capaz. Sin embargo, cuando el clima se enfría, se vuelve más débil, y muere en la época de la primera helada fuerte.

## Hábitos alimenticios
Las hembras de la especie son las que más suelen verse en los jardines. Sus telas se caracterizan por una línea en forma de "Z" en el centro, extiendida verticalmente. Las arañas pasan la mayor parte de su tiempo en sus telas, a la espera de que alguna presa quede atrapada en la telaraña, momento en el cual la araña puede ondular la tela hacia delante y hacia atrás para atrapar más al insecto. Cuando la presa está asegurada, la araña la mata al inyectar su veneno y luego la envuelve en un capullo de seda para su posterior consumo (generalmente entre 1-4 horas después).